# Німецькомовна спільнота Бельгії
Німецькомовна спільнота Бельгії (нім. Deutschsprachige Gemeinschaft Belgiens) — найменше з мовних співтовариств Бельгії. Складається з дев'яти громад, де компактно проживають представники німецькомовної меншини. Загальне населення цих громад — 71 300 жителів, абсолютна більшість з них німецькомовні. Площа — 854 км². Німецькомовне співтовариство розташоване на території провінції Льєж і межує з Нідерландами, Німеччиною і державою Люксембург. Столиця (місце розташування ради і уряду спільноти) — місто Ейпен.

## Історія

Прапор німецькомовної спільноти

Територія нинішньої німецькомовної спільноти — частина так званих Східних Кантонів. Аж до кінця XVIII століття вони були незалежними, але в 1795 році їх анексувала наполеонівська Франція. За рішенням Віденського конгресу 1815 року Східні Кантони були передані Пруссії.
У 1920 році Східні Кантони були передані Бельгії Німеччиною як компенсація за Першу світову війну. Слід зазначити, що до складу Східних Кантонів входить не тільки територія сьогоднішньої німецькомовної спільноти, але і райони з франкомовним населенням.
В ході Другої світової війни Східні Кантони були захоплені Німеччиною і введені до складу Третього Рейху. Значна частина німецькомовного населення тоді вважала себе німцями, і вітала німецькі війська як визволителів. Після війни територія кантонів була повернена Бельгії. Протягом довгого часу проводилася політика денімеччення кантонів.
У 1960 році було розроблено поділ Бельгії на три території за мовним принципом (Нідерландомовна, Франкомовна і Німецькомовна спільнота). У 1973 на базі цих територій були створені округи, що мають велику внутрішню автономію.
Багато жителів співтовариства, особливо молоде покоління, вважають себе не німцями, а бельгійцями.

## Мова
На відміну від Фламандської і Валлонської спільноти, Німецькомовна спільнота не має повноважень на регулювання використання мови в адміністрації, освіті і соціальних службах. На практиці, на території Співтовариства використовується практично виключно німецька мова (що є рідною для майже 100 % його жителів), проте допускається обмежене використання французької в адміністративних справах.
На території Німецькомовної спільноти діє теле- і радіомовна станція Belgischer Rundfunk (BRF) німецькою мовою. Виходить одна щоденна газета німецькою — Grenz-Echo.

## Повноваження
Як і у решти спільнот Бельгії (Фламандської і Франкомовної) повноваження німецькомовного співтовариства поширюються на культуру, освіту і «питання, пов'язані з особою». До останніх належать засоби масової інформації, охорона здоров'я і молодіжна політика, а також деякі соціальні питання. Німецькомовна спільнота не є округом, а розташовується на території Валлонського округу і отже за окружні повноваження відповідальний Валлонський округ.
1 січня 2005 року деякі повноваження Валлонського округу були передані Німецькомовній спільноті. До них належать:
- Організація богослужінь
- Організація похоронів і нагляд за кладовищами
- Керівництво поліцією на території дев'яти муніципалітетів співтовариства
- Фінансування дев'яти громад спільноти

## Парламент і уряд
Головний законодавчий орган спільноти — Рада Німецькомовної спільноти (Rat der Deutschsprachigen Gemeinschaft (RDG)), також відома як парламент Німецькомовної спільноти (Parlament der Deutschsprachigen Gemeinschaft). Складається з 25 членів, що обираються терміном на п'ять років. Виконанням декретів уряду німецькомовної спільноти займається Міністерство Німецькомовної спільноти. У ньому працюють 160 співробітників. Міністерство ділиться на кілька відділень.